# Folsomides denisi
Folsomides denisi är en urinsektsart som först beskrevs av Womersley 1935.  Folsomides denisi ingår i släktet Folsomides och familjen Isotomidae. Inga underarter finns listade i Catalogue of Life.